# Кременское сельское поселение
Креме́нское се́льское поселе́ние — муниципальное образование в составе Клетского района Волгоградской области.
Административный центр — станица Кременская.

## История
Кременское сельское поселение образовано 14 февраля 2005 года в соответствии с Законом Волгоградской области № 1003-ОД.

## Население
| 2010 | 2012 | 2013 | 2014 | 2015 | 2016 | 2017 |
| ---- | ---- | ---- | ---- | ---- | ---- | ---- |
| 926  | ↘912 | ↗914 | ↗922 | ↗932 | ↘920 | ↘912 |
| 2018 | 2019 | 2020 | 2021 |      |      |      |
| ↘892 | ↘862 | ↘836 | ↘815 |      |      |      |

## Состав сельского поселения
| № | Населённый пункт | Тип населённого пункта          | Население |
| - | ---------------- | ------------------------------- | --------- |
| 1 | Кременская       | станица, административный центр | 836       |
| 2 | Перекопская      | станица                         | 75        |
| 3 | Саушкин          | хутор                           | 15        |